# Jean Worms (acteur)
Pour les articles homonymes, voir Jean Worms et Worms.
Jean Worms (de son nom complet Gustave Jacques Jean Worms), né le 21 février 1884 dans le 8e arrondissement de Paris et mort le 17 décembre 1943 à Neuilly-sur-Seine (Hauts-de-Seine), est un acteur français

## Biographie
Il participe, surtout comme second rôle, à des films français entre 1910 et 1940. Notamment, il interprète en 1937 le président du tribunal dans Abus de confiance (avec Danielle Darrieux, Charles Vanel) et Gribouille (avec Michèle Morgan, Raimu). Il est également le tsar Nicolas II dans La Tragédie impériale (en 1938, avec Harry Baur) et, dans son dernier film, De Mayerling à Sarajevo (en 1940, avec Edwige Feuillère), l’empereur François-Joseph.
Jean Worms est le fils de Blanche Barretta et Gustave Worms, sociétaires de la Comédie-Française.

## Filmographie
- 1911 : Cadoudal de Gérard Bourgeois
- 1911 : Une conquête d'Henri Pouctal - court métrage, 395m - Pierre
- 1912 : L'Auberge rouge de Camille de Morlhon Frédéric Taillefer
- 1912 : Une vengeance d'Edgar Poe de Gérard Bourgeois
- 1912 : Méprise fatale de Gérard Bourgeois (court métrage, 205m)
- 1912 : La Conquête du bonheur de Gérard Bourgeois - court métrage , 770m - André Mortain
- 1917 : Le Roi de la mer de Jacques de Baroncelli (1 600 m)
- 1917 : Le Porteur aux halles de Gaston Leprieur (1 140 m) - René Delpierre
- 1917 : 48, avenue de l'Opéra de Georges Denola et Dominique Bernard-Deschamps - (1 525 m) - Quincy
- 1917 : Par la vérité de Maurice de Féraudy et Gaston Leprieur (1 845 m) - Le comte de vallauris
- 1917 : L'Attentat de la maison rouge de Gaston Sylvestre (1 297 m) - Maurice d'Humières
- 1917 : L'Homme qui s'est vendu de Gaston Sylvestre (1 226 m) - Paul Guimiet
- 1917 : Le Torrent de Louis Mercanton et René Hervil (1 550 m)
- 1918 : La Marâtre de Jacques Grétillat (1 485 m) - Ferdinand Marcandel
- 1918 : Marion de Lorme d'Henry Krauss (1 500 m) - Didier
- 1919 : Lorsqu'une femme veut de Georges Monca (1 415 m) - Le capitaine d'Arcans
- 1921 : Miss Rovel de Jean Kemm (1 770 m) - Raymond Ferray
- 1931 : Rive gauche d'Alexander Korda - Gérard Arnaudy
- 1932 : Le Marchand de sable d'André Hugon - Le commandant Saint-Hallier
- 1932 : Les Nuits de Port-Saïd de Léo Mittler - Le tenancier de l'agence
- 1932 : Fantômas de Paul Fejos - Lord Beltham
- 1932 : Stupéfiants de Kurt Gerron et Roger Le Bon - Louis Gordon
- 1933 : Le Masque qui tombe de Mario Bonnard - L'amiral Morstan
- 1933 : L'Ordonnance de Victor Tourjansky - Le colonel Limousin
- 1934 : Le Voleur de Maurice Tourneur - Raymond Lagarde
- 1934 : L'Or dans la rue de Kurt Bernhardt - M. de Varville
- 1934 : Antonia, romance hongroise de Jean Boyer et Max Neufeld - Bela de Palmay
- 1934 : Volga en flammes de Viktor Tourjansky
- 1935 : Roses noires de Jean Boyer et Paul Martin - Le prince Abarow
- 1935 : Le Billet de mille de Marc Didier - L'aristocrate
- 1936 : La Garçonne de Jean de Limur - M. Lerbier
- 1936 : L'Argent de Pierre Billon - M. Daigremont
- 1936 : Port-Arthur de Nicolas Farkas - Le commandant Novitzki
- 1937 : Abus de confiance d'Henri Decoin - Le président
- 1937 : Maman Colibri de Jean Dréville - M. de Rysbergue
- 1937 : La Danseuse rouge ou La Chèvre aux pieds d'or de Jean-Paul Paulin - Maître Brégyl
- 1937 : Gribouille de Marc Allégret - Le président
- 1938 : La Cité des lumières de Jean de Limur - Le professeur Leclerc
- 1938 : Adrienne Lecouvreur de Marcel L'Herbier - Le duc de Chaumont
- 1938 : Prisons de femmes de Roger Richebé - Max Régent
- 1938 : Vidocq de Jacques Daroy - Henry, le préfet de police
- 1938 : La Tragédie impériale ou Raspoutine de Marcel L'Herbier - Le tsar Nicolas II
- 1939 : La Piste du nord ou La Loi du nord de Jacques Feyder
- 1939 : Trois de Saint-Cyr de Jean-Paul Paulin - Le commandant Lenoir
- 1939 : Entente cordiale de Marcel L'Herbier - Théophile Delcassé
- 1940 : Brazza ou l'Épopée du Congo de Léon Poirier- L'amiral de Montaignac
- 1940 : De Mayerling à Sarajevo de Max Ophüls - L'empereur François Joseph

## Théâtre
- 1899 : La Conscience de l'enfant de Gaston Devore, Comédie-Française
- 1907 : La Course du flambeau de Paul Hervieu, Théâtre Réjane
- 1907 : Raffles de Ernest William Hornung et Eugene Wiley Presbrey, Théâtre Réjane
- 1911 : Cher maître de Fernand Vanderem, Comédie-Française
- 1912 : Comediante de Maurice Magre, mise en scène Jules Truffier, Comédie-Française
- 1912 : Athalie de Jean Racine, Comédie-Française : Ismaël
- 1921 : La Bataille de Pierre Frondaie d'après Claude Farrère, mise en scène Firmin Gémier, Théâtre Antoine
- 1924 : La Galerie des glaces de Henry Bernstein, Théâtre du Gymnase
- 1925 : Voulez-vous être ma femme ? de Jacques Richepin, adaptation Yves Mirande, Théâtre de la Renaissance
- 1928 : J'ai tué de Léopold Marchand, mise en scène René Rocher, Théâtre Antoine
- 1928 : Une tant belle fille de Jacques Deval,  Théâtre Antoine